# Jean-Claude Migeot
Jean-Claude Migeot (ur. 16 stycznia 1953 w Tours) – projektant Formuły 1, aerodynamik i założyciel firmy Fondmetal Technologies.

## Życiorys
Migeot był studentem École Nationale Supérieure de l'Aéronautique et de l'Espace, francuskiej szkoły lotniczej w Tuluzie. Ukończył inżynierię lotniczą i prawie natychmiastowo został zatrudniony przez zespół Formuły 1, Equipe Renault. Początkowo pracował u boku Marcela Huberta, a później został szefem ds. aerodynamiki. W Renault został do rozwiązania zespołu w 1985. Następnie, wraz z kilkoma innymi pracownikami Renault, przeszedł do Ferrari, gdzie pracował z dyrektorem technicznym Harveyem Postlethwaite. Przez trzy lata pracowali oni razem, a gdy Postlethwaite został zwolniony z Ferrari, Migeot przeszedł wraz z nim do Tyrrella.
Postlethwaite i Migeot opracowali radykalnego Tyrrella 019, który poprzez swój podniesiony nos zrewolucjonizował aerodynamikę przodu w Formule 1. Samochód odniósł kilka dobrych rezultatów, gdy jego kierowcą był Jean Alesi.
Migeot w 1991 roku powrócił do Ferrari, gdzie wraz ze Steve'em Nicholsem opracował model F92A z nietypowym projektem podwójnej podłogi. Po słabych wynikach Migeot na początku 1993 roku został zwolniony z Ferrari.
We wrześniu 1993 roku założył firmę Fondmetal Technologies (Fondtech), która powstała w wyniku współpracy z właścicielem produkującej felgi firmy Fondmetal, Gabriele Rumim. Siedziba firmy została ulokowana w Casumaro i dysponowała zbudowanym na przełomie 1991 i 1992 roku tunelem aerodynamicznym w skali 50%, który Rumi nabył po tym, gdy jego poprzedni właściciel zbankrutował. Fondmetal Technologies podpisało porozumienie z Tyrrellem. Migeot odegrał ważną rolę w rozwoju zawieszenia Hydrolink, którego celem było zastąpienie utraconej przyczepności, wywołanej przez zmniejszenie docisku aerodynamicznego z powodu zmian przepisów, poprzez zwiększenie przyczepności mechanicznej. Zawieszenie to powodowało, że samochody bardzo trudno się prowadziły, i porozumienie Tyrrella z Fondmetalem upadło. Na początku 1996 roku podpisano umowę z Benettonem, która trwała do końca 1998 roku, kiedy to Rumi przejął pakiet kontrolny Minardi. Fondmetal współpracował następnie z Minardi w latach 1999–2000.
Migeot był następnie konsultantem w Force India i Lotusie. Pracując w Fondtech był również odpowiedzialny za rozwój takich samochodów, jak Renault R26, Audi R10 czy Dallara F308.
Fondmetal Technologies pracuje także poza Formułą 1, w dziedzinie przemysłu motoryzacyjnego, głównie elektrycznych samochodów sportowych.